# Megalodon
Megalodon, (lat. Carcharocles megalodon), nekadašnja vrsta morskog psa koji je živio prije 25 milijuna godina a izumro prije oko 1,6 milijuna godina, u tercijaru.

## Opis
O njemu se govori kao o pretku velike bijele psine. Megalodon je dobio naziv od grč. μέγας(mégas) - velik, moćan, golem i ὀδούς (odoús) - zub. Megalodonu su stručnjaci prema veličini njegovih zuba pokušali odrediti njegovu veličinu, i mišljenja su da je ona bila negdje od 15 metara (3,5 tona) pa do četrdesetak metara.
Najkrupnije fosilne ostatke megalodona pronašao je paleontolog Clifford Jeremiah 2002. godine. Rekonstrukcijom je utvrđena najveća znanstveno dokazana veličina Megalodona, koji je u duljinu mjerio 16,5 metara. Dodatna mjerenja sproveli su i drugi znanstvenici, među kojima je bio i japanski profesor Kenshu Shimada sa sveučilišta DePaul University, koji smatra kako je megalodon možda mogao narasti i do 16,8 m, zaokruženo na 17 metara.

Najveća moguća masa megalodona procjenjena je na oko 48-53 tone. Hipotetičke veličine od 20 ili više metara - većina paloeontologa smatra znanstveno neutemeljenim, s obzirom na nedostatak dokaza koji bi to potvrdili. 
Današnji Carcharodon carcharias ili velika bijela psina, Linnaeus, 1758, jedina je živa vrsta ovoga roda a naraste maksimalno 792 cm (mužjak 600 cm) i smatra se za naopasniju vrstu, premda je to u praksi možda ipak pas bik koji često napada ljude i ima snažniji ugriz. Kod većine vrsta morskih pasa, ženke su veće od mužjaka.

### Sinonimi
- Carcharodon megalodon Agassiz, 1843
- Megaselachus megalodon Glikman, 1964
- Procarcharodon megalodon Casier, 1960

## Galerija slika
- Skelet megalodona
- Ralje megalodona
- Megalodonov zub
- Megalodonov zub u ljudskim rukama

## Vanjske poveznice

### Sestrinski projekti
|  | Zajednički poslužitelj ima još gradiva o temi Divovska bijela psina |